# إدارة قرطبة
إدارة قرطبة واحدة من 32 إدارة في كولومبيا، تقع في الجزء الشمالي من البلاد بالقرب منطقة البحر الكاريبي.

## أعلام
- ميغيل باريرا